# Rosa karaalmensis
Rosa karaalmensis är en rosväxtart som beskrevs av V.I. Tkachenko. Rosa karaalmensis ingår i släktet rosor, och familjen rosväxter. Inga underarter finns listade i Catalogue of Life.